# Bihastina albolucens
Bihastina albolucens là một loài bướm đêm trong họ Geometridae.